# Pakse
Pakse, auch Pakxe, französisch Paksé oder Pakxé, Lao ປາກເຊ, ALA-LC: Pāk Sē, Aussprache: [pȁːk séː] übersetzt „Mündung des Xedon-Flusses“; ist mit 68.093 Einwohnern (Stand 2015) die drittgrößte Stadt von Laos und Hauptstadt der Provinz Champasak im Süden des Landes.

## Geografie

### Geografische Lage
Pakse liegt an der Mündung des Xedon (auch Sedon) in den Mekong und verwaltungstechnisch ausschließlich auf der linken Mekongseite, wobei die Dörfer auf der anderen Mekongseite seit dem Bau der Laotisch-Japanischen Brücke stark wachsen. Pakse ist vor allem südwestlich und nordöstlich von niedrigen Bergen umgeben.

## Klima
|                       | Jan  | Feb  | Mär  | Apr  | Mai   | Jun   | Jul   | Aug   | Sep   | Okt   | Nov  | Dez  |   |         |
| Mittl. Tagesmax. (°C) | 31,4 | 32,9 | 34,7 | 35,0 | 33,2  | 31,2  | 30,5  | 30,2  | 30,3  | 30,8  | 30,6 | 30,1 | ⌀ | 31,7    |
| Mittl. Tagesmin. (°C) | 18,2 | 20,8 | 23,6 | 25,2 | 24,9  | 24,6  | 24,2  | 24,2  | 23,8  | 22,7  | 20,7 | 18,6 | ⌀ | 22,6    |
|                       |      |      |      |      |       |       |       |       |       |       |      |      |   |         |
| Niederschlag (mm)     | 1,8  | 16,3 | 25,0 | 75,2 | 245,0 | 323,6 | 433,6 | 467,5 | 308,7 | 115,9 | 29,8 | 2,0  | Σ | 2.044,4 |
|                       |      |      |      |      |       |       |       |       |       |       |      |      |   |         |
| Regentage (d)         | 0    | 1    | 4    | 9    | 18    | 22    | 24    | 25    | 20    | 14    | 5    | 1    | Σ | 143     |

| 18,2 |

| 20,8 |

| 23,6 |

| 25,2 |

| 24,9 |

| 24,6 |

| 24,2 |

| 24,2 |

| 23,8 |

| 22,7 |

| 20,7 |

| 18,6 |

| 18,2 |

| 20,8 |

| 23,6 |

| 25,2 |

| 24,9 |

| 24,6 |

| 24,2 |

| 24,2 |

| 23,8 |

| 22,7 |

| 20,7 |

| 18,6 |

## Administrative Gliederung
In der Verwaltungsgliederung von Laos gibt es keine Stadt Pakse, sondern den Distrikt Pakse, der neben der inoffiziellen Stadt Pakse auch die umliegenden, nicht-urbanen Gebiete umfasst.
Der Distrikt Pakse unterteilt sich wiederum vollständig in 42 Dörfer. Einige davon sind:
- Ban Pakxe
- Ban Thaluang
- Ban Sanamxay

## Geschichte und Bedeutung

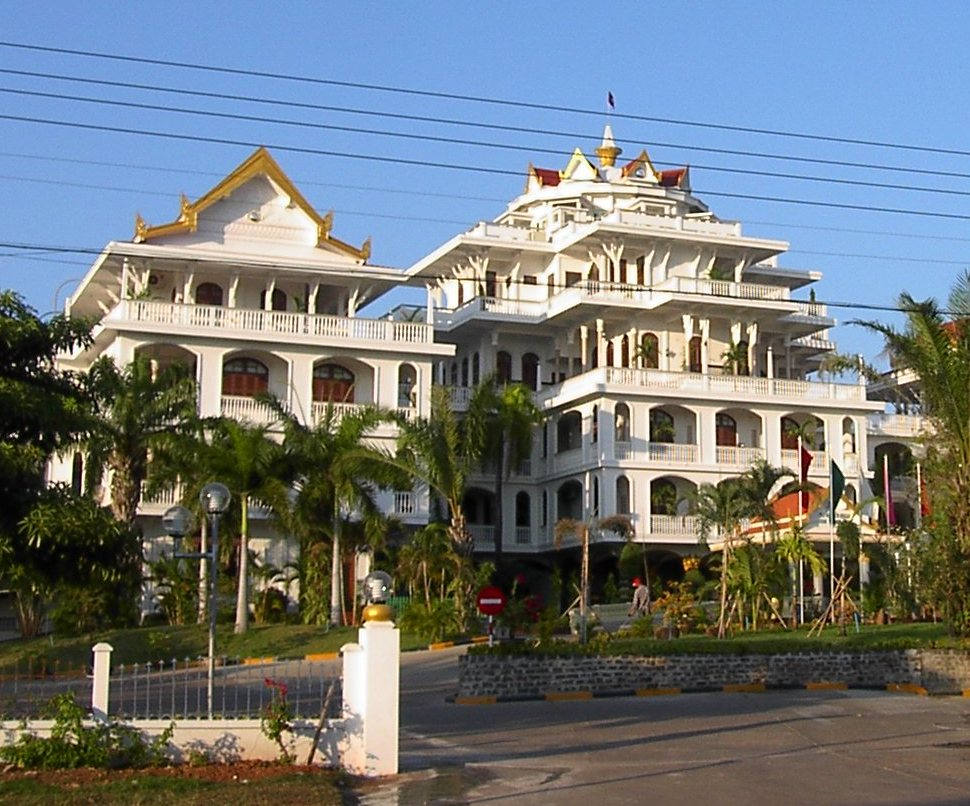
Champasak-Palast

Die Stadt wurde 1905 von der französischen Verwaltung der Kolonie Indochina gegründet. Einige Zeit lang war sie die Residenz von Ratsadanay, dem letzten, von den Franzosen abgesetzten Fürsten von Champasak. Sein Sohn Boun Oum ließ ab 1968 den Champasak-Palast in der Stadt erbauen, musste jedoch vor dessen Fertigstellung aus dem Land fliehen.
Durch den Ausbau der Nationalstraße 13 sowohl nach Zentral- und Nordlaos als auch zur kambodschanischen Grenze, durch den Ausbau der Straßen in die Hauptstädte der benachbarten Provinzen Salavan, Sekong und Attapeu sowie durch den Bau der südlichsten der drei Mekongbrücken in Laos ist Pakse zum Wirtschaftszentrum und Handelsknotenpunkt von Südlaos geworden.
Touristisch ist Pakse vor allem Zwischenstation für Rucksackreisende auf der Reise zwischen Nordlaos, Thailand, Kambodscha sowie Vietnam und darüber hinaus Anlaufstation für Touristen, die das UNESCO-Weltkulturerbe Wat Phou und Champasak, die Viertausend Inseln und die Mekongfälle im Süden sowie das Bolaven-Plateau im Osten der Provinz besuchen.

## Kultur und Sehenswürdigkeiten

### Märkte

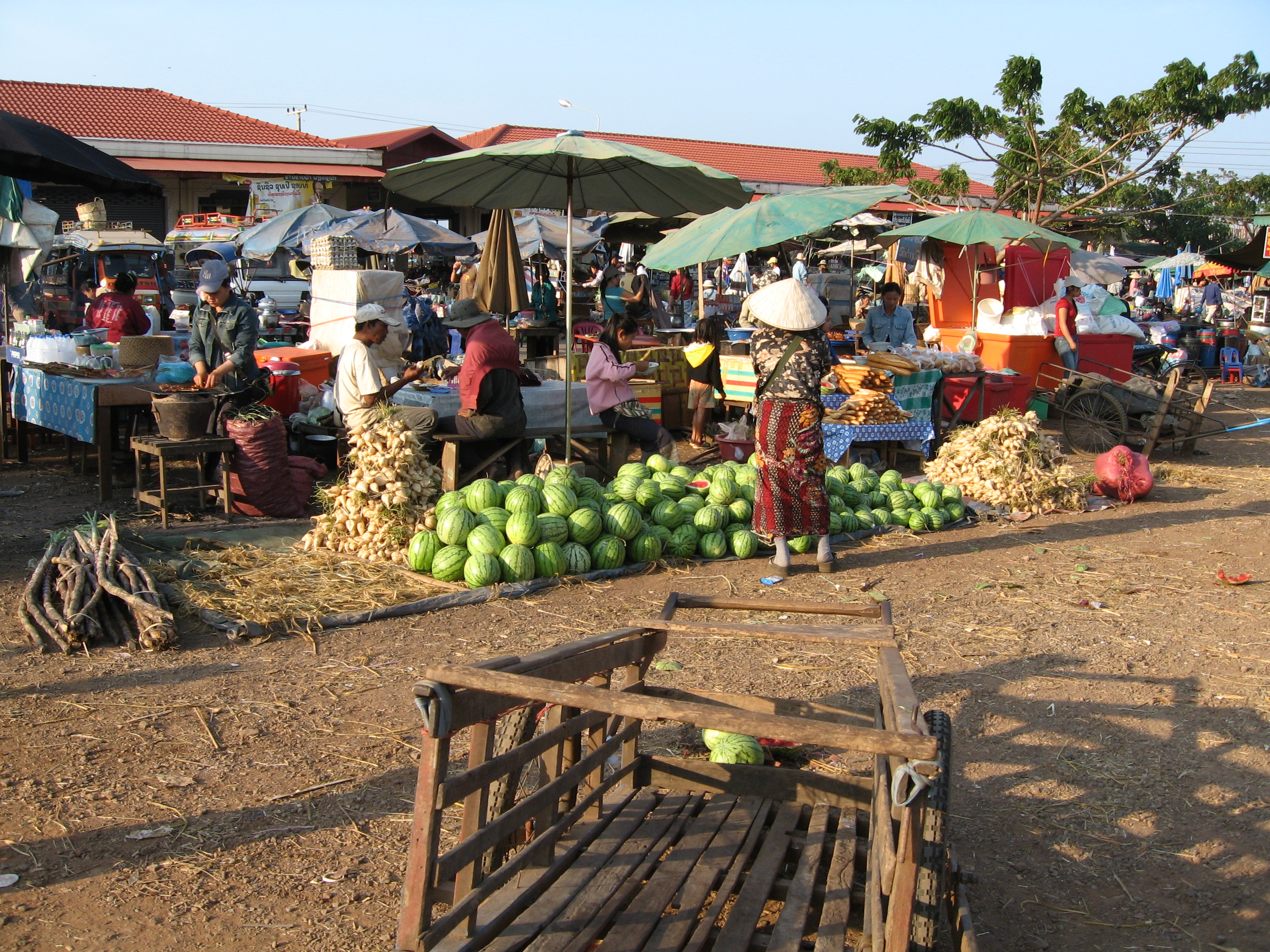
Markt in Pakse

Neben dem Einkaufszentrum im Stadtzentrum befindet sich der Morgenmarkt, der Talaat Sao. Am südlichen Kilometer 2 der Nationalstraße 13 befindet sich der Abendmarkt, der Talaat Leng. Zwischen der Nationalstraße 13 und der Umgehungsstraße befindet sich nahe der Laotisch-Japanischen Brücke der Neue Markt, der von der Unternehmerin Dao-Heuang betrieben und daher Talaat Dao-Heuang genannt wird.

### Bauwerke und Sehenswürdigkeiten innerhalb der Stadt
An der Straße 1, in unmittelbarer Nähe der Xedon-Mündung, steht das Gouverneursgebäude, das Governor's Office, sozusagen das Regierungsgebäude der Provinz Champasak, mit zahlreichen Ministerien. Eine Häufung separater Ministeriumsgebäude ergibt sich an der Nationalstraße 13, zwischen Abendmarkt und Teacher Training College. An der Straße 24 ist ein vietnamesisches Konsulat zu finden.
Auf dem Sanam Deng, dem Roten Platz, der sich an der Nationalstraße 13 befindet, steht ein häufig in Laos zu findendes Siegesmonument. Ebenfalls an der Nationalstraße 13, zwischen Rotem Platz und Abendmarkt, befindet sich das Champasak Stadion, in dem 2008 die Champasak Spiele stattfanden. Markant für das aktuelle, insbesondere nächtliche Stadtbild ist die Pyramide auf dem Dach des Hotels an der Laotisch-Japanischen Brücke.
Vom Champasak-Palast an der Russischen Brücke, der zum Champasak Palace Hotel ausgebaut wurde, hat man einen herrlichen Blick über die Stadt.

#### Religiöse Stätten
An der Französischen Brücke befindet sich das Vat Luang, das eine buddhistische Schule und eine Bibliothek beherbergt und vor dem außerdem eine weiße, glockenförmige Stupa steht, die die Asche von Katāy Dōn Sasōrit enthält. An der Russischen Brücke liegt das Vat Tham Fai, um dessen großes Gelände zahlreiche Stupas stehen. Ein chinesischer Tempel liegt schräg gegenüber dem Roten Platz. An der Straße 1 befindet sich die katholische Kirche Sacré-Coeur de Jésus.

### Sehenswürdigkeiten außerhalb der Stadt
- UNESCO-Weltkulturerbe Tempelbezirk von Wat Phou und Kulturlandschaft Champasak (40 Kilometer südlich von Pakse)
- Vat Oumoung (40 Kilometer südlich von Pakse)
- Viertausend Inseln (150 Kilometer südlich von Pakse)
- Mekongfälle (160 Kilometer südlich von Pakse)
- Bolaven-Plateau (20 Kilometer östlich von Pakse)
- rund 20 Meter hohe, sitzende Buddhafigur (7 Kilometer nördlich von Pakse)
- das Dorf Ban Xa Phai und die Insel Don Kho, Webarbeiten (15 Kilometer nordwestlich von Pakse)
- das Dorf Ban Nong Bung, Holzschnitzkunstwerke (43 Kilometer südöstlich von Pakse)
- Phou Xieng Thong National Protected Area (35 Kilometer nordwestlich von Pakse)
- Xe Pian National Protected Area (55 Kilometer südlich von Pakse)
- Dong Hua Sao National Protected Area (15 Kilometer südöstlich von Pakse)

### Kultur
Schräg gegenüber dem Roten Platz befindet sich das Geschichtsmuseum der Provinz Champasak sowie in direkter Nachbarschaft die Bibliothek der Provinz Champasak.
Entlang der nahezu gesamten Mekong-Uferpromenade des Stadtzentrums erstrecken sich Restaurants, Essensstände und einfache Bars. Nahe der Mekong-Uferpromenade befindet sich auch ein Kino.

### Regelmäßige Veranstaltungen
Jährlich zum Ende der Fastenzeit Ende Oktober finden auf dem Xedon unterhalb der Französischen Brücke Drachenbootrennen statt.

## Wirtschaft und Infrastruktur

### Industrie und Handel
In der Nähe von Pakse haben sich sowohl eine Produktionsstätte von Beerlao als auch eine des Kaffeeproduzenten Dao-Heuang niedergelassen.
Auf dem östlich von Pakse gelegenen Bolaven-Plateau wird der Großteil des laotischen Kaffees angebaut.
Fast alle Waren, die zwischen Nord- bzw. Zentrallaos und den Provinzhauptstädten von Salavan, Sekong und Attapeu transportiert werden, passieren Pakse.

### Verkehr

#### Flugverkehr

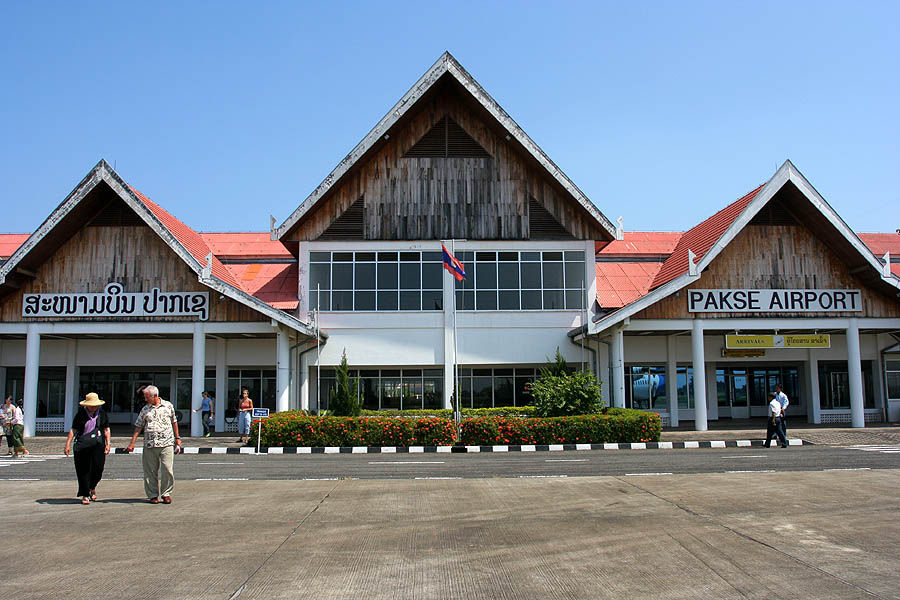
Flughafen Pakse

Vom Internationalen Flughafen Pakse gibt es Verbindungen nach Vientiane, Savannakhet, Luang Prabang, Siem Reap, Bangkok und Ho Chi Minh City.

#### Straßenverkehr
Die Laotisch-Japanische Brücke quert im Süden des Stadtzentrums den Mekong und ist damit neben den beiden Freundschaftsbrücken in Vientiane und Savannakhet eine der drei Mekongbrücken von Laos. Außerdem überspannen im Westen des Zentrums die Französische und im Norden die Russische Brücke den Xedon.
Die Nationalstraße 13 quert, aus Nord- und Zentrallaos kommend, die Französische Brücke, führt durch die Innenstadt und weiter zum Grenzübergang Dong Krolor zu Kambodscha. Am Flughafen, fünf Kilometer nordwestlich des Zentrums geht von der Nationalstraße 13 eine zweiteilige, teils vierspurige Umgehungsstraße ab, die die Russische Brücke quert und unmittelbar südlich von ihr an einem Kreisverkehr noch einmal die Nationalstraße 13 kreuzt und nahe dem Abzweig der Nationalstraße 18 nach Pakxong von der Nationalstraße 13, neun Kilometer südöstlich des Zentrums, wieder auf die Nationalstraße 13 trifft. Die Laotisch-Japanische Brücke wird von der Straße überquert, die zum Grenzübergang Vangtao zu Thailand und weiter nach Ubon Ratchathani führt.

#### Personenverkehr
Pakse besitzt vier Busstationen, davon zwei private in der Innenstadt und zwei öffentliche außerhalb. Außerdem halten viele Busse am Talaat Dao-Heuang und am Talaat Leng. Es bestehen direkte Busanbindungen nach Vientiane (zahlreiche Schlafbusse täglich), Savannakhet, Thakhek, Pakxan, Salavan, Sekong, Attapeu, Ubon Ratchathani, Phnom Penh und Siem Reap.
Innerhalb der Stadt verkehren zahlreiche Mopeds und Autos. Als 'öffentlicher' Personennahverkehr dienen Tuk-Tuks.

### Bildung und Forschung
Zahlreiche Grundschulen, untere und obere Sekundarschulen sowie Berufs- und Fachhochschulen befinden sich in Pakse, u. a. das Southern Financial College nahe der Umgehungsstraße und das Teacher Training College an der Nationalstraße 13.
Nahe dem südlichen Teil der Umgehungsstraße liegt auf einem riesigen Gelände die Champasak Universität, ein Ableger der Laotischen Nationaluniversität mit Hauptsitz in Vientiane.

### Gesundheit
An der Straße 1 befindet sich das Krankenhaus der Provinz Champasak, welches das zweitgrößte Krankenhaus von Laos ist, und auf dem gleichen Gelände ebenso die kleinere, aber modernere Internationale Klinik.

### Medien
Gegenüber dem Abendmarkt wird in der Radiostation von Pakse Pakse Radio produziert, das von dort auch gesendet wird und zu manchen Tageszeiten über Lautsprecher über die Straße und den Platz zwischen Radiostation und Abendmarkt ausgestrahlt wird.

## Persönlichkeiten

### Söhne und Töchter
- Anthony Adoun Hongsaphong (* 1964), römisch-katholischer Geistlicher, Apostolischer Vikar von Vientiane
- Andrew Souksavath Nouane Asa (* 1972), römisch-katholischer Geistlicher und Apostolischer Vikar von Paksé
- Soukphachan Lueanthala (* 2002), Fußballspieler
- Sayfon Keohanam (* 2006), Fußballspieler

### Mit der Stadt verbunden
Der ehemalige Premierminister Bouasone Bouphavanh (* 1954) hat einen Teil seiner Schulbildung in Pakse absolviert.